# Norddals kommun
Norddals kommun (norska: Norddal kommune) var en kommun i Møre og Romsdal fylke i västra Norge. Kommunens centralort var den tidigare tätorten Sylte. 

## Administrativ historik
Norddals kommun var den enda kommunen i Møre og Romsdal fylke som inte hade några gränsändringar mellan 1837 och 2020. 1 januari 2020 slogs kommunen samman med Stordals kommun och bildade Fjords kommun.

## Tätorter
Det fanns en tätort i kommunen, Sylte.